# زينوبلايد كرونيكلس 2
زينوبلايد كرونيكلس 2 (بالإنجليزية: Xenoblade Chronicles 2)‏ (باليابانية:ゼノブレイド 2)، هي لعبة فيديو والتي تصنف بأنها أكشن تقمص أدوار، تم إصدارها يوم 1 ديسمبر 2017، حيث أن اللعبة تم إنتاجها وتطويرها في ستوديو مونوليث سوفت اليابانية، والتي تعمل لمنصة نينتندو سويتش.

## المواقع الخارجية
- زينوبلايد كرونيكلس 2 على موقع IMDb (الإنجليزية)

- الموقع الرسمي
 اللغة الإنجليزية